# Space Shanty
Space Shanty è l'unico album realizzato dal gruppo musicale di rock progressivo dei Khan, pubblicato dalla Deram nel 1972.

## Tracce
Lato A
1. Space Shanty (Inc. The Cobalt Sequence e Murch of the Sine Squadrone) – 9:01 (Hillage)
2. Stranded (Inc. Effervescent Psycho Novelty No. 5) – 6:35 (Hillage)
3. Mixed Up Man of the Mountains – 7:15 (Greenwood e Hillage)

Durata totale: 22:51
Lato B
1. Driving to Amsterdam – 9:23 (Hillage)
2. Stargazers – 5:33 (Hillage)
3. Hollow Stone (Including Escape of the Space Pirates) – 8:16 (Hillage)

Durata totale: 23:12
Tracce bonus (dall'edizione del 2004 della Eclectic Discs)
1. Break the Chains – 3:31 (Greenwood e Hillage)
2. Mixed Up Man of the Mountains (First version) – 4:28 (Greenwood e Hillage)

## Formazione
- Steve Hillage – chitarre e voce
- Nick Greenwood – basso e voce
- Eric Peachey – batteria
- Dave Stewart – organo, piano, celesta e marimba (nei brani da 1 a 6)
- Dick Heninghem – organo (nei track bonus 7-8)